# Casabianca (Q183)
«Касаб'янка» (Q183) (фр. Casabianca (Q183) — військовий корабель, великий океанський підводний човен типу «Редутабль» військово-морських сил Франції часів Другої світової війни.
Підводний човен «Касаб'янка» був закладений 28 липня 1931 року на верфі компанії Ateliers et chantiers de la Loire у Сен-Назері. 6 грудня 1934 року він був спущений на воду. 7 вересня 1936 року корабель увійшов до складу ВМС Франції.

## Історія служби
Підводний човен проходив службу в лавах французького флоту. Взимку 1939—1940 років входив разом з човнами «Сфакс», «Акілле» та «Пасте» до французького угруповання, що залучалося до супроводження конвоїв союзників з Галіфакса до Британії.
18 червня 1940 року внаслідок наближення військ вермахту до порту Брест «Касаб'янка» евакуювали до Касабланки (разом з підводними човнами «Каліпсо», «Сфакс», «Понселе», «Персе», «Аякс», «Сірсе», «Тетіс», «Медузе», «Сібил», «Амазон», «Антіоп», «Орфей» і «Амфітріт»).
Після поразки Франції у Західній кампанії літом 1940 року корабель продовжив службу у складі військово-морських сил уряду Віші.
28 жовтня 1940 року човен разом з «Сфакс», «Бевез'е» і «Сіді-Ферух» переведений у 2-гу дивізію підводних човнів до Французького Марокко.
10 листопада 1942 року німецькі війська розпочали операцію із захоплення решти території Франції, й Гітлер віддав наказ негайно захопити французький флот силою.
27 листопада в ході затоплення французького флоту в Тулоні, французами були знищені 77 кораблів, у тому числі 3 лінійні кораблі, 1 гідроавіаносець «Командан Тест», 7 крейсерів, 15 есмінців, 13 міноносців, 6 шлюпів, 15 підводних човнів, 9 сторожових катерів, 19 допоміжних суден, 1 навчальний корабель, 28 буксирів і 4 кранів. П'яти підводним човнам вдалося вирватися в хаосі ситуації з бази, три досягли Північної Африки (два підводні човни дійшли до Алжиру: «Касаб'янка» і «Марсойн», один човен «Глорейкс» — Орану), човен «Іріс» дістався іспанської Барселони, і останній — «Венус» — змушений був затопитися в гирлі гавані.